# Charles Vuillermet
Charles François Vuillermet (* 13. August 1849 in Lonay/Morges; † 5. Dezember 1918 in Lausanne), heimatberechtigt in Provence VD, war ein Schweizer Porträt- und Landschaftsmaler und Medailleur.

## Leben
Charles Vuillermet war ein Sohn des Barometerhändlers Samuel Constant Vuillermet und der Catherine geb. Träxel. Ersten Unterricht erhielt er bei dem Grafiker Jean Bryner (1816–1905) in Lausanne. Es folgten Studien in den Ateliers von Rudolf Koller in Zürich, von François Diday in Genf und von Jean-Léon Gérôme in Paris sowie an der Kunstakademie in München (1868). Seinen Ruf als Porträtmaler begründete das Portrait de M. S.-C. – ein 1880 im Salon de Paris ausgestelltes Porträt seines Vaters. Die in den Jahren 1889 bis 1915 gemeinsam mit seinem Bruder Charles Joseph (1846–1913) geschaffenen Serien Le Vieux-Lausanne machten ihn als Landschaftsmaler bekannt.
In seinem Einsatz zur Erhaltung des Kulturerbes initiierte er 1898 neben Louis Gagnaux die Commission du Vieux Lausanne, aus welcher das Musée de l’Association du Vieux-Lausanne (heutiges Musée historique de Lausanne) hervorging. Er war Mitglied des Redaktionskomitees des unter Leitung von Carl Brun herausgegebenen Schweizerischen Künstler-Lexikons und Autor zahlreicher Artikel für dieses Werk. Daneben war er von 1893 bis 1897 und erneut von 1905 bis 1908 Mitglied der Eidgenössischen Kunstkommission und 1907/08 deren Präsident.
Im Jahr 1896 nahm er an der Landesausstellung in Genf teil und 1900 auf der Pariser Weltausstellung. Er war ein Freund des Malers Wilhelm Georg Ritter.

«Charles François Vuillermet […] ist als einer der treuesten Zeugen der Zerstörung der Überreste des mittelalterlichen Lausanne, im letzten Jahrzehnt des 19. Jahrhunderts bekannt. Mit Bleistift und Pinsel dokumentierte er Gebäude und Straßen, die vor seinen Augen verschwanden und wurde so zu einem unermüdlichen Verfechter des historischen Erbes. Dokumentation seines Engagements ist vorliegendes Werk.»

Zusammen mit seinem Bruder Joseph Vuillermet leitete er auch ein Fotoatelier in der Rue du Grand-Saint-Jean 19 und später an der Place du Tunnel 13 in Lausanne.

## Werke (Auswahl)
- Le vieux Lausanne.  Librairie Rouge, Lausanne 1890, mit 80 lithogr. Tafeln

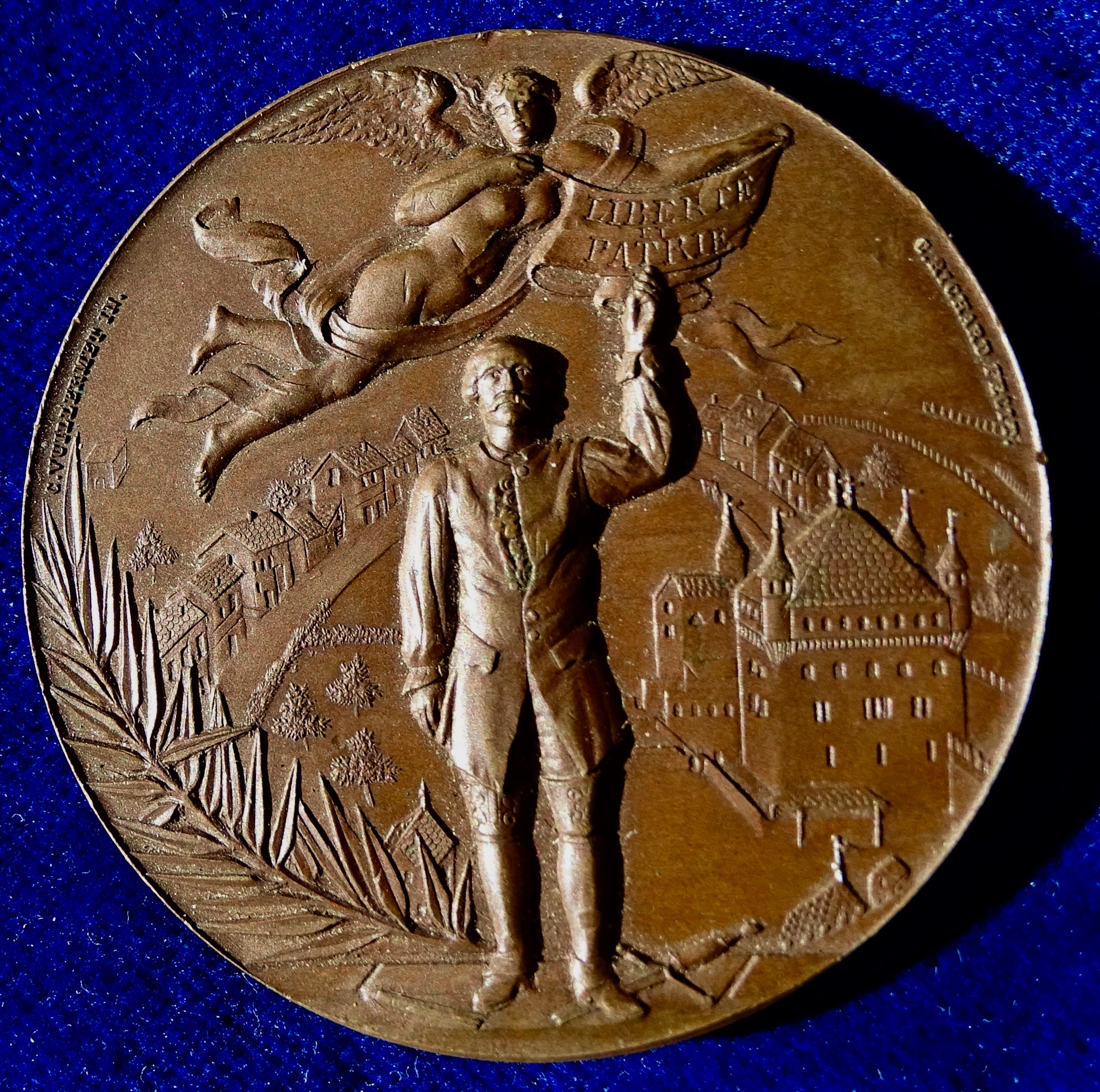
Waadtländer Kantonalschützenfest Lausanne 1894, Vorderseite der Schützenmedaille von Charles François Vuillermet

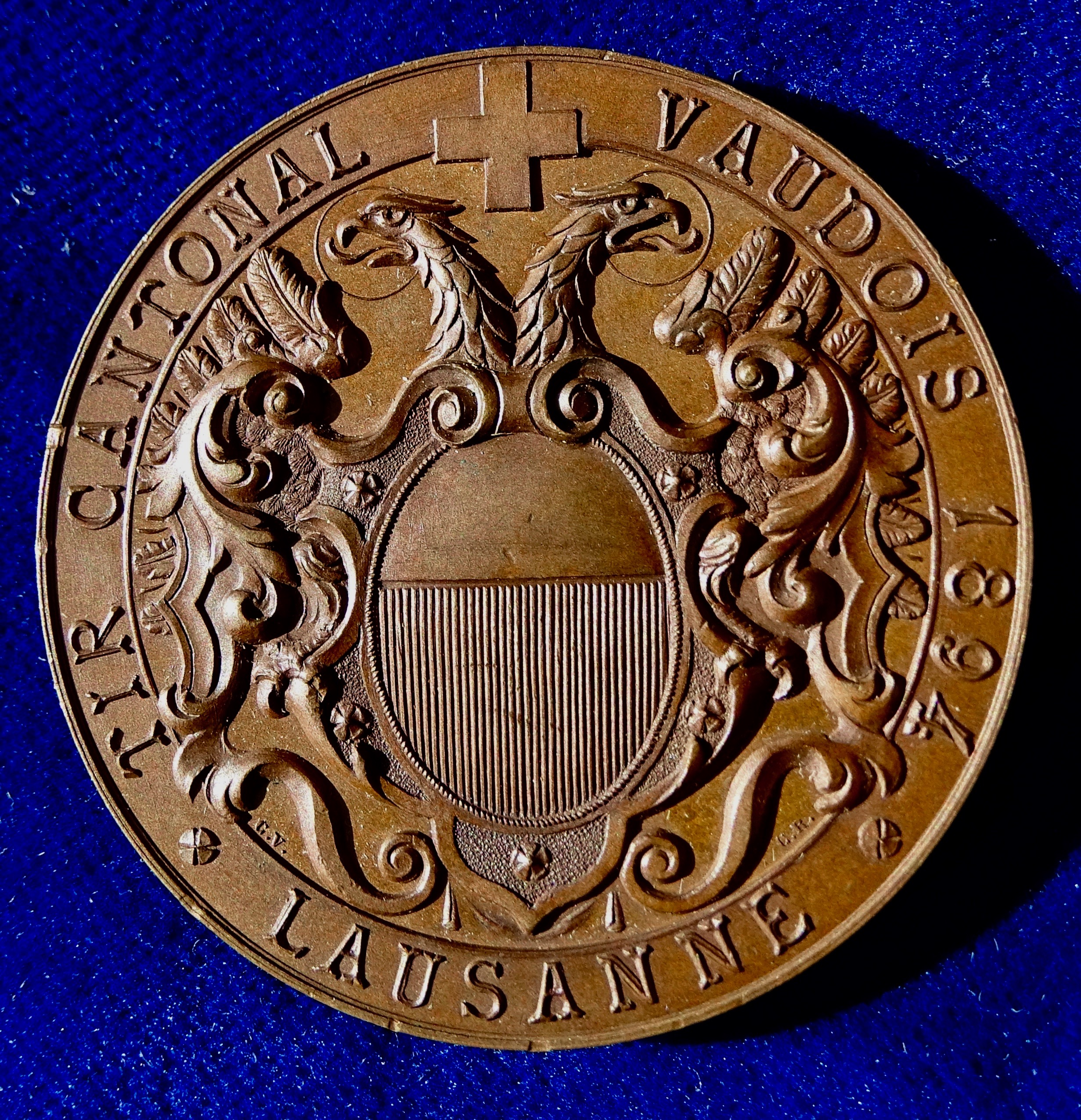
Die Rückseite dieser Medaille